# قبر بشت بنجة بسر
قبر بشت بنجة بسر (بالفارسية: مزار پشت پنجه پسر) هو قبر تاريخي يعود إلى القرن الثاني عشر الهجري، ويقع في بشت بنجة، مقاطعة كوهسرخ.